# Annika-Quadrille
Die Annika-Quadrille ist eine Quadrille von Johann Strauss (Sohn) (op. 53). Sie wurde am 16. März 1848 in Bukarest erstmals aufgeführt.

## Einzelnachweis
1. ↑  Quelle: Englische Version des Booklets (Seite 119) in der 52 CDs umfassenden Gesamtausgabe der Orchesterwerke von Johann Strauß (Sohn), Hrsg. Naxos (Label). Das Werk ist als achter Titel auf der 46. CD zu hören.